# Alberto Vojtěch Frič

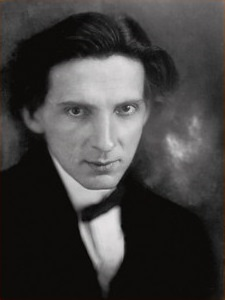
Alberto Vojtěch Frič (1918)

Alberto Vojtěch Frič (* 8. September 1882 in Prag; † 4. Dezember 1944 ebenda) war ein tschechischer Forschungsreisender, Botaniker, Kakteen- und Pflanzensammler. Sein offizielles botanisches Autorenkürzel lautet „Frič“.
Er unternahm mehrere Reisen in Kakteengebiete und sammelte unter anderem für Kakteen-Haage aus Erfurt. Bemerkenswert ist seine Wiederentdeckung von Astrophytum asterias, dem Seeigelkaktus.

## Ehrungen
Die folgenden Kakteenarten sind nach ihm benannt:
- Echinopsis fricii
- Gymnocalycium fricianum
- Lophophora fricii
- Lophophora alberto-vojtechii
- Malacocarpus fricii
- Parodia friciana
- Stenocereus fricii

Auch die Zeitschrift Friciana ist nach ihm benannt.

## Schriften (Auswahl)
- Mezi indiány. Alois Koníček, Prag, 1918
- Cihly. Přerov, 1918
- Zákon pralesa. 1921
- Strýček indián. Titanic, Prag, 1935
- Hadí ostrov. Titanic, Prag
- Dlouhý lovec. Titanic, Prag